# Luis Manuel Torres (futbolista)
Luis Manuel de Jesús Torres Ramones (Coro, Venezuela, 12 de febrero de 1993) es un futbolista Venezolano que juega de defensa central. Actualmente juega en Cobresal de la Primera B de Chile.

## Clubes
| Club               | País      | Año           |
| ------------------ | --------- | ------------- |
| Atlético Venezuela | Venezuela | 2012-2016     |
| Manta              | Ecuador   | 2016-2017     |
| Cobresal           | Chile     | 2017-presente |